# أمير ناتخو
أمير ناتخو (بالروسية: Амир Натхо́)‏ (9 يوليو 1996 بمايكوب في روسيا - ) هو لاعب كرة قدم روسي في مركز الوسط. لعب مع نادي سيسكا موسكو ونادي برشلونة للشباب وFC Druzhba Maykop ‏.

## وصلات خارجية
- أمير ناتخو على موقع الاتحاد الأوربي (الإنجليزية)
- أمير ناتخو على موقع قاعدة بيانات كرة القدم.إي يو (الإنجليزية)
- أمير ناتخو على موقع Soccerbase.com (لاعب) (الإنجليزية)
- أمير ناتخو على موقع Soccerway.com (الإنجليزية)
- أمير ناتخو على موقع عالم كرة القدم.نت (الإنجليزية)
- أمير ناتخو على موقع AS.com (الإسبانية)